# Rodzinne Święto Dziękczynienia
Rodzinne Święto Dziękczynienia (ang. A Family Thanksgiving) – amerykański film obyczajowy z 2010 roku w reżyserii Neilla Fearnleya.

## Opis fabuły
Claudia (Daphne Zuniga) jest absolwentką Harvardu i wziętym adwokatem. Jej życie jest z pozoru idealnie urządzone. Nikt nie wie, że rozsądna prawniczka panicznie boi się Święta Dziękczynienia, które musi spędzać w rodzinnym gronie. By uniknąć przykrego obowiązku, kobieta zmusza swoich podwładnych do pracy w ten właśnie dzień. Przypadkowo spotkana ekscentryczna psychoterapeutka Gina (Faye Dunaway) postanawia dać Claudii nauczkę i zmusić ją do zastanowienia się nad swoim życiem.

## Obsada
- Daphne Zuniga jako Claudia
- Faye Dunaway jako Gina
- Dan Payne jako Bill
- Gina Holden jako Jen
- Catherine Lough Haggquist jako Lindsay